# Abri-sous-roche de la Grande Rivoire
Le site de l'abri-sous-roche de la Grande Rivoire est un site archéologique préhistorique situé sur la commune de Sassenage sur les pentes du Massif du Vercors dans le département de l'Isère et la région Auvergne-Rhône-Alpes. 

## Implantation du site
L'abri-sous-roche de la Grande Rivoire est localisé dans la partie septentrionale du massif du Vercors, à 580 mètres d'altitude, juste au-dessus du bourg de Sassenage dans l'agglomération grenobloise, à proximité du hameau du Rivoire de la Dame.

## Description

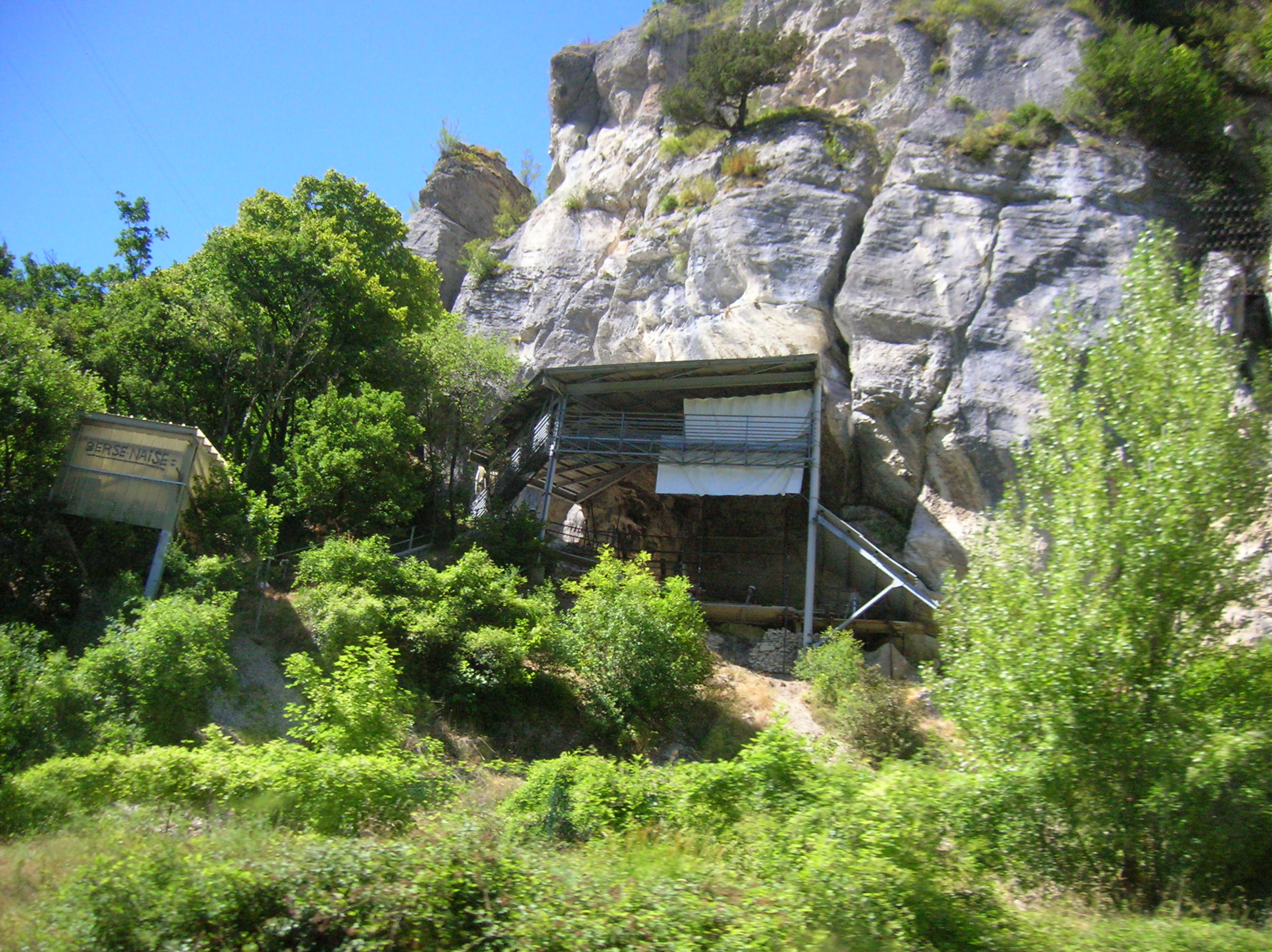
Site archéologique de la Grande Rivoire en 2015.

Ce site, découvert en 1986, se situe en contrebas des falaises du Vercors. Le conseil départemental de l'Isère en a fait l'acquisition en 2000 et a bénéficié d'importants travaux d'aménagement durant les années 2002 et 2003, afin de protéger les vestiges et de faciliter la fouille archéologique durant plusieurs années.

### Historique des fouilles
Dans le cadre de fouilles programmées pluriannuelles, des équipes d'archéologues et bénévoles se succèdent chaque été à dégager un remplissage sédimentaire, stratifié sur plus de cinq mètres d'épaisseur, celui-ci étant riche en vestiges préhistoriques datant du Mésolithique moyen (vers 8000 avant J.-C.) jusqu'à la fin du Néolithique (vers 2200 avant J.-C.),.
Les fouilles réalisées en 2009 ont concerné les niveaux du Mésolithique récent et du Néolithique ancien , tandis que les fouilles réalisées en 2010 ont été effectuées les niveaux du Mésolithique moyen et les dépôts de bergerie du néolithique moyen et ancien. Les deux dernières semaines sont généralement consacrées à des travaux d’intérieur.
Lors de la campagne 2012, les fouilles concernent d'une part les dépôts de bergerie du Néolithique moyen et ancien (4000-5000 avant J.-C.) et d’autre part des niveaux d’occupation de chasseurs du Néolithique ancien (5300-5000 avant J.-C.). Les fouilles réalisées en 2013 se sont concentrées sur les niveaux du Néolithique ancien et du début du Néolithique moyen. Les deux secteurs ont été fouillés sur une surface estimée à 33 m2. Les différents niveaux n’ont livré aucun élément céramique et se caractérisent par la présence d'éléments liés à la pratique de la chasse avec des armatures de flèche et des ossements d’espèces sauvages.
Les fouilles réalisées en 2017 concernent les niveaux du premier Mésolithique (vers 7500-7000 avant J.-C.) et du second Mésolithique (vers 6700-6000 avant J.-C.). Les deux dernières semaines d'août sont consacrées à des travaux d’intérieur du site .
Les couches les plus profondes où l'on ne retrouve pas de trace humaine remontent à 8500 ans avant l'ère chrétienne. Ces dernière fouilles se dérouleront en 2024.

### « Fouille école »
En outre, depuis 1999, ce chantier de fouille  est organisé en tant que « fouille-école » accueillant des étudiants suisses et français. Les recherches sont réalisées sous la direction de Pierre-Yves Nicod, archéologue au laboratoire d'archéologie préhistorique et anthropologie de l'Université de Genève et sont financées par le ministère français de la Culture et le département de l'Isère.